# Demultiplexador

A função básica de um multiplexador é combinar múltiplas entradas num único terminal de dados. No lado da recepção um demultiplexador divide o fluxo único de dados nos sinais múltiplos originais.

Um demultiplexador ou desmultiplexer (abreviação: DEMUX), por vezes denominado pelos anglicismos demultiplexer, ou demultiplex, é um dispositivo que executa a operação inversa do multiplexer, isto é, distribui informações de uma única entrada para uma das diversas saídas.